# 段青
段青（1987年—），中国女子跳水运动员。她曾获得2002年亚洲运动会跳水比赛女子双人10米跳台金牌。她也曾获得2001年世界游泳锦标赛女子双人10米跳台冠军。